# Бардо (архиепископ Майнца)
Святой Бардо (нем. Bardo; около 980, Верхний Гессен — 11 июня 1051, Обердорла) — церковный деятель XI века, архиепископ Майнца (1031—1051), аббат Верденского аббатства (1030—1031) и аббатства в Бад-Херсфельд (1031).

## Биография
Родился в Верхнем Гессене. Служил монахом в Фульдском аббатстве, где получил образование и в 1018 году был избран диаконом и проповедником Невшателя.
В конце марта 1029 года император Конрад II посетил Фульдское аббатство и назначил его в 1030 году аббатом Верденского аббатства.
В начале 1031 года Бардо был переведен в Херсфельдское аббатство. Благодаря родству с императрицей Гизелой Швабской, женой Конрада II, 30 мая 1031 года стал архиепископом Майнца.
Известно, что большую часть времени Бардо проводил с представителями Франконской династии.
У Бардо на службе находился Людвиг Бородатый граф из Тюрингии, родоначальник династии Людовингов (или Тюрингского дома), которому он в 1034 год даровал разрешение на постройку замка Шауэнбург. В 1037 году завершил строительство императорского собора в Майнце.
В начале 1040-х годов сопровождал императора Генриха III в походе против Богемии.
В 1040 году вместе маркграфом Мейсена Эккехардом II, возглавлял тюрингскую армию, которая с севера атаковала Богемию Бржетислава I, но начавшееся успешно наступление закончилось безрезультатно.
В 1049 году под его председательством был проведен синод в Майнце.
Похоронен в соборе Майнца. Считается святым покровителем Майнца, его праздник отмечается 10 июня. Святому поклоняются в епархии Майнца и, особенно, на его родине в Верхнем Гессене.